# Ira Harris

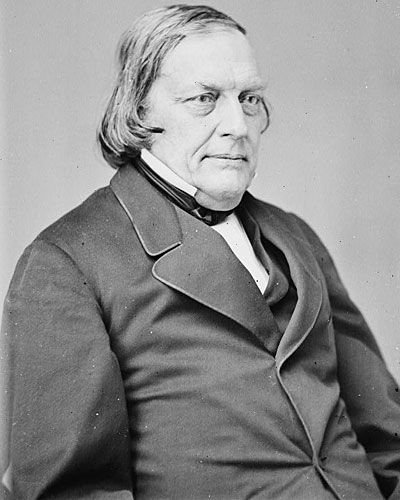
Ira Harris, um 1860

Ira Harris (* 31. Mai 1802 in Charleston, Montgomery County, New York; † 2. Dezember 1875 in Albany, New York) war ein US-amerikanischer Jurist und Politiker, der den Bundesstaat New York im US-Senat vertrat.

## Werdegang
Der auf einer Farm aufgewachsene Ira Harris besuchte die örtlichen Schulen sowie eine Privatschule in Homer. Nach seinem Abschluss am Union College im Jahr 1824 studierte er in Albany die Rechtswissenschaften und wurde 1828 in die Anwaltskammer aufgenommen.
Als Mitglied der Whigs vertrat er das Albany County zwischen 1845 und 1846 in der New York State Assembly; im Jahr 1846 nahm er außerdem als Delegierter am Verfassungskonvent von New York teil. 1847 absolvierte Harris eine Amtsperiode im Senat von New York, ehe er noch im selben Jahr zum Richter am New York Supreme Court ernannt wurde und dort bis 1859 verblieb. 1850 und 1859 fungierte er aus diesem Amt heraus als Richter am New York Court of Appeals, dem obersten Gerichtshof des Staates.
Nach dem Rücktritt des zum US-Außenminister ernannten William H. Seward wurde der zwischenzeitlich zu den Republikanern übergetretene Ira Harris 1861 zu dessen Nachfolger als US-Senator gewählt. Im Senat war er Vorsitzender des Committee on Private Land Claims; außerdem gehörte er dem Außen- und dem Justizausschuss an. In der Regel unterstützte er die Politik der Regierung, aber er scheute auch nicht davor zurück, gegen Maßnahmen zu votieren, die ihm nicht sinnvoll erschienen. Harris besuchte Präsident Abraham Lincoln einige Male im Weißen Haus und schloss Freundschaft mit ihm. Nach seinem Ausscheiden aus dem Senat im März 1867 war Harris bis zu seinem Tod im Jahr 1875 als Dozent an der Albany Law School tätig.

## Familie
Harris war mehrfach verheiratet. Seine 1845 geborene Tochter Clara war mit Henry Rathbone, dem Sohn von Harris’ zweiter Ehefrau Pauline, liiert und heiratete diesen 1867. Das Paar saß am 14. April 1865 als Gäste von Abraham Lincoln neben ihm und dessen Frau Mary in der Loge des Ford’s Theatre in Washington, als John Wilkes Booth den Präsidenten erschoss. Rathbone kämpfte mit dem Attentäter und wurde von diesem durch einen Messerstich schwer verletzt. Der Sohn von Clara und Henry Rathbone, Ira Harris’ Enkel Henry Riggs Rathbone, gehörte von 1923 bis 1928 für Illinois dem Repräsentantenhaus der Vereinigten Staaten an.